# Miécourt

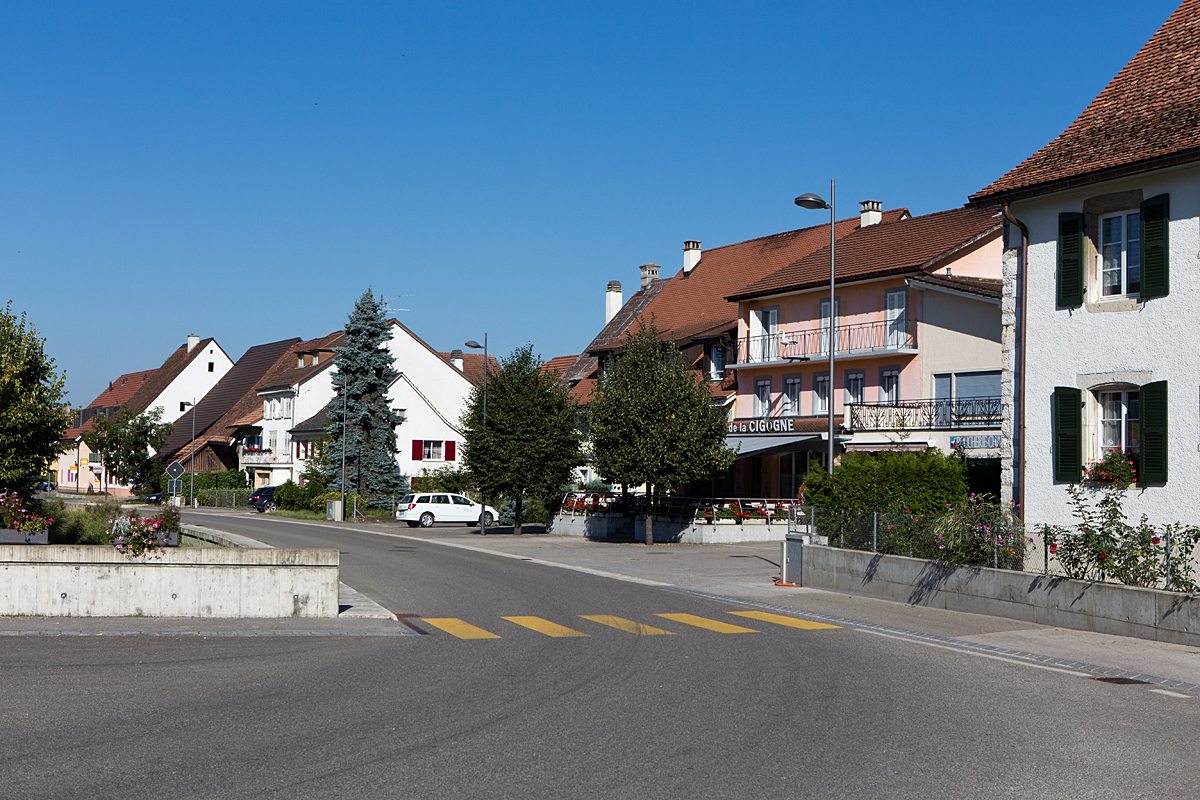
Rue de l'Allaine à Miécourt (JU).

Miécourt (ancien nom allemand : Mieschdorf) est une ancienne commune suisse du canton du Jura, située dans le district de Porrentruy. Après décision des citoyens de la commune le 13 juillet 2008, elle a fusionné le 1er janvier 2009 avec Asuel, Charmoille, Fregiécourt et Pleujouse pour former la commune de La Baroche.

## Monument Walter Flury
Walter Flury est un aérostier de Granges (SO) dont le ballon captif a été abattu par un avion allemand, le 7 octobre 1918, au-dessus de Miécourt. La mort du lieutenant Flury provoqua une vive émotion en Ajoie. Walter Flury observait le ciel depuis environ une heure, lorsque deux avions allemands venus de Ferrette obliquèrent brusquement à gauche, près de Pfetterhouse. L'un d'eux, après avoir survolé l'engin suisse, qui se trouvait à une altitude de 800 à 900 mètres, l'attaqua à la mitrailleuse. Le ballon s'enflamma aussitôt et la nacelle s'écrasa. L'officier, vraisemblablement tué sur le coup par un projectile, fut retrouvé presque complètement carbonisé.
Un monument a été érigé en sa mémoire à Miécourt, à quelques centaines de mètres de la frontière française.